# Monteiroa reitzii
Monteiroa reitzii är en malvaväxtart som beskrevs av Antonio Krapovickas. Monteiroa reitzii ingår i släktet Monteiroa och familjen malvaväxter. Inga underarter finns listade i Catalogue of Life.